# Erebia latefasciata
Erebia latefasciata är en fjärilsart som beskrevs av Dioszeghy 1930. Erebia latefasciata ingår i släktet Erebia och familjen praktfjärilar. Inga underarter finns listade i Catalogue of Life.